# Hyman Rickover
Hyman Rickover (Maków Mazowiecki, antes Rusia actualmente Polonia, 27 de enero de 1900 - 8 de julio de 1986) fue almirante de la Armada de los Estados Unidos y es considerado como el creador de la marina de guerra nuclear. Rickover hizo posible la propulsión naval nuclear, la revolución técnica más importante desde el vapor. Gracias a su tenacidad y liderazgo técnico fue posible que la Armada de EE UU. empleará el primer buque nuclear de la historia, un submarino, puesto que era el tipo de buque que mayor provecho podía obtener de la nueva propulsión. Esto revolucionó también la guerra submarina, al evitar la recarga de baterías y la dependencia del aire.

## Biografía

### Primeros años
Nació en 1900 en la ciudad de Makow Mazowiecki, hoy situada en la provincia polaca de Mazovian, pero que se encontraba entonces en el Imperio Ruso. En 1905, a la edad de seis años emigró con sus padres a los Estados Unidos fijando su residencia en Chicago (Illinois). En 1918 Hyman se inscribió en la Academia Naval y en 1922 alcanzó el grado de alférez.

### Inicio carrera naval
En junio de 1922 Rickover se graduó en el puesto 107 de 540 y fue comisionado como alférez. Se unió al destructor USS La Vallette en septiembre de 1922. Rickover impresionó con su capacidad de trabajo y eficiencia, y fue nombrado oficial de máquinas en junio de 1923, convirtiéndose en el oficial más joven del escuadrón.
Después de servir a bordo del destructor USS La Vallette y del acorazado USS Nevada, Hyman ingresó en la Universidad de Columbia donde estudia ingeniería eléctrica.
Rickover sabía que los oficiales del servicio de submarinos ascendían más rápidamente, así que se ofreció como voluntario para el servicio de submarinos pero solicitud fue rechazada debido a su edad, 29 años. Afortunadamente su antiguo oficial al mando del USS Nevada intercedió con éxito. De 1929 a 1933 sirve a bordo de submarinos S-9 y S-48. En junio de 1937 asume el mando del dragaminas USS Finch, en China.
En octubre de 1937 su nombramiento como oficial de servicio de ingeniería se hizo efectiva y fue relevado de su mando y asignado al Navy Yard de Cavite (Filipinas). Poco después fue destinado a la Oficina de Ingeniería en Washington, donde asumió el cargo de subjefe de la sección eléctrica en agosto de 1939.

### Segunda Guerra Mundial
Durante la Segunda Guerra Mundial sirvió como jefe de la oficina de la sección eléctrica y más adelante como oficial en jefe de reparaciones de la base naval de Okinawa.
En abril de 1942 Rickover fue destinado a Pearl Harbor para organizar la reparación de la planta de energía eléctrica del USS California. Ascendido al rango de comandante en enero de 1942 en junio fue nombrado capitán temporal. A fines de 1944 solicitó el traslado a un mando activo y fue enviado a investigar los problemas en el depósito de suministros navales en Mechanicsburg. En julio de 1945 se le dio el mando de una instalación de reparación de barcos en Okinawa.
Su servicio como jefe de la Sección Eléctrica le valió al ganar experiencia en la dirección de grandes programas, la elección de técnicos con talento y el trabajo en estrecha colaboración con la empresa privada.También fue importante la reputación que había ganado en la US Navy como hombre que hacía las cosas.

### Carrera en la posguerra
En diciembre de 1945 fue nombrado Inspector General de la 19.ª Flota en la costa oeste y se le asignó trabajar con General Electric para desarrollar una planta de propulsión nuclear para destructores. En 1946 EE.UU inició en el Laboratorio Clinton del Proyecto Manhattan (hoy en día Laboratorio Nacional de Oak Ridge) un proyecto para desarrollar una planta generadora de electricidad nuclear. Al darse cuenta del potencial de la energía nuclear para la Armada, Rickover presentó una solicitud y fue enviado a Oak Ridge gracias a su jefe durante la guerra, el contralmirante Earle Mills.
En 1946 Rickover estudió física nuclear y se convenció de que era posible fabricar un reactor nuclear lo suficientemente pequeño para impulsar un submarino. Durante tres años lucharía con la burocracia para que se tomaran en serio su propuesta. Su camino para lograrlo consistió en usar la burocracia. Lo nombraron jefe de la División de Energía Nuclear de la Oficina de Barcos de la Marina y, simultáneamente, jefe de la rama de reactores navales de la Comisión de Energía Atómica. Así pudo enviarse propuestas a sí mismo, aprobar sus proyectos y avanzar.
Cómo se ha indicado en 1946 fue asignado al laboratorio de la Comisión de la energía atómica en Oak Ridge, Tennessee, y a principios de 1949 a la división de desarrollo de reactores nucleares para la flota norteamericana. Tras no lograr que nadie le escuchara en 1947 fue directamente al Jefe de Operaciones Navales, el Almirante Chester Nimitz, también ex submarinista. Nimitz entendió de inmediato el potencial de la propulsión nuclear en submarinos y recomendó el proyecto al Secretario de Marina, John L. Sullivan. El respaldo de Sullivan para construir el primer buque de propulsión nuclear fue esencial.
Como director de la Subdivisión de Reactores Navales, contribuyó al desarrollo del primer submarino nuclear del mundo. En realidad el USS Nautilus (SSN 571) debía 
sus prestaciones al reactor S1W que lo propulsaba y que Rickover apadrinó. En los años siguientes, dirigió todos los aspectos de la construcción y explotación de la flota nuclear. Su equipo desarrolló, diseñó y construyó el primer submarino nuclear de la marina en tan solo tres años, y supervisó éste programa durante 30 años. En diciembre de 1949 Rickover se reunió con Pomeroi Robinson, Gerente de Electric Boat. Este acordó encantado aceptar el contrato para construir un barco de propulsión atómica ya que estaba casi sin trabajo. El Astillero Naval de Portsmouth, elección preferida de Rickover, estaba demasiado ocupado con los contratos para modernizar los submarinos diesel-eléctricos. 

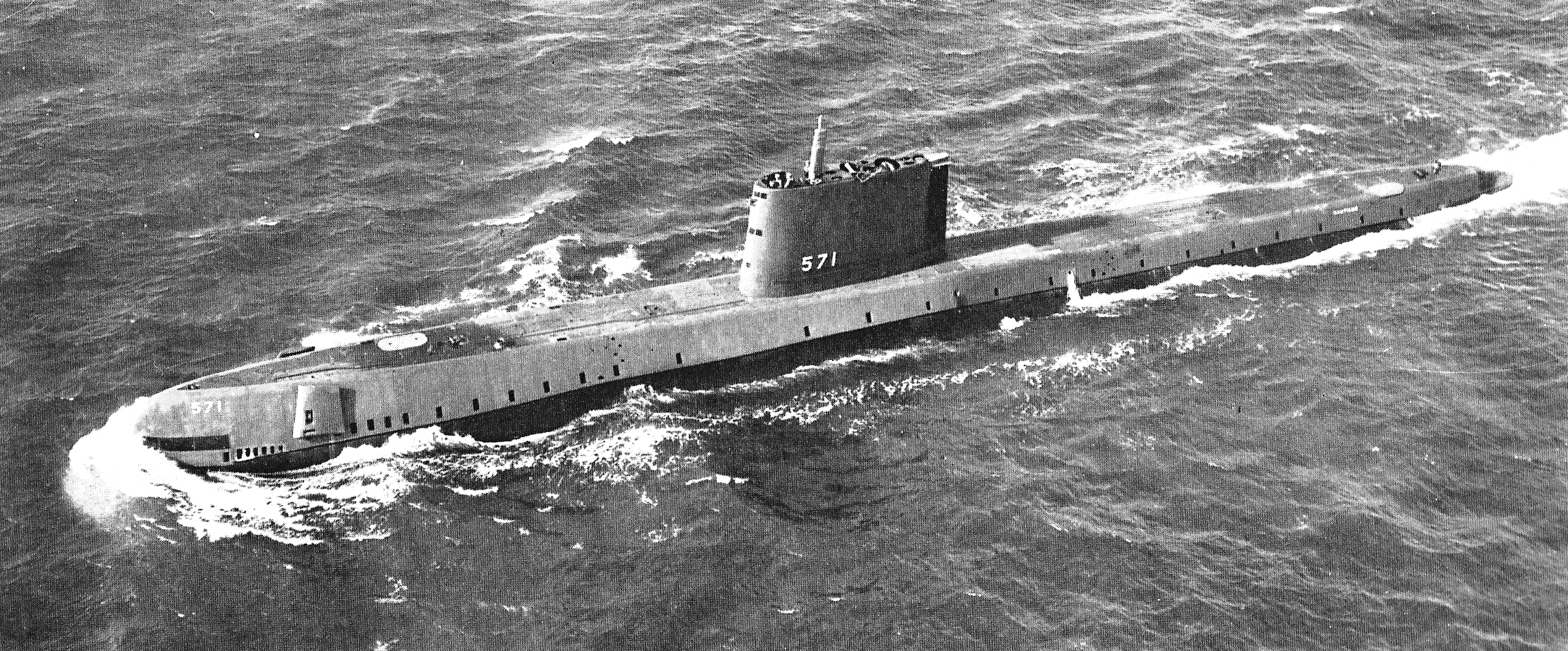
El submarino USS Nautilus durante sus pruebas de mar.

Rickover asumió de forma férrea el control del programa de investigación y ordenó el desarrollo del casco del submarino antes de probar su sistema de propulsión (que estaba aún por desarrollar) y también ordenó construir dos prototipos de reactores. Insistió en que el reactor Mark 1 y Mark 2 fueran tanto un prototipo de ingeniería como un prototipo completamente dimensionado al casco de un submarino. Los reactores se completaron y probaron en una instalación de la Comisión de Energía Atómica en Arco, Idaho. En junio de 1953 el reactor Mark 1 alcanzó su nivel máximo de potencia. No contento con esa prueba Rickover ordenó que el reactor se probara también simulando las condiciones durante un viaje a través del Atlántico. Mientras Electric Boat colocó la quilla del submarino en junio de 1952 en su astillero de Groton. En enero de 1954 la primera dama, Mamie Eisenhower, bautizó al submarino. Se dio la paradoja que Rickover asistió, pero no invitado por la Marina.
Rickover insistió siempre en el control de calidad y también exigió un trabajo de ingeniería de la mejor calidad así como la necesidad de que el personal tuviera una formación extremadamente competente. Seleccionada personalmente por Rickover la primera tripulación del USS Nautilus completó un curso de capacitación de un año en el laboratorio de Bettis, obteniendo conocimientos adicionales de matemáticas, física y acerca de los problemas de operar reactores nucleares y centrales nucleares.

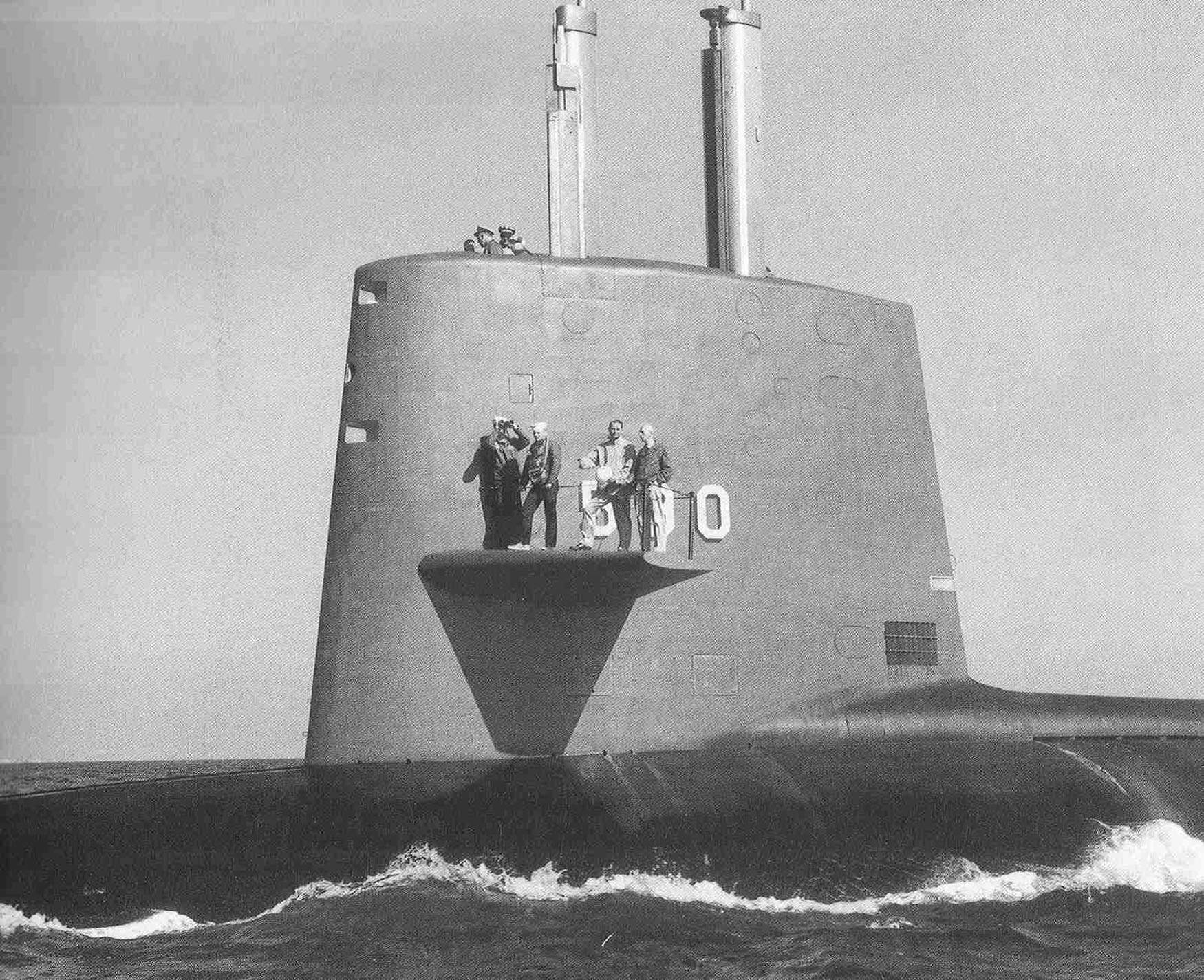
Vista de la vela del submarino nuclear USS Sculpin, clase Skipjack. Se puede apreciar la presencia del almirante Rickover.

Mientras se completaba la construcción del USS Nautilus, Rickover fue ascendido a contralmirante en 1953. Esto ocurrió solo después de una serie de eventos. Dos veces seguidas le fue negado el ascenso a almirante. La tercera vez también, lo cual significaba que se esperaba se retirara, ya que la tradición indicaba que así debía hacerlo todo capitán que tras 30 años de servicio no es elegido para el ascenso. Se inició una batalla política ya que se ponía en peligro el programa de submarinos nucleares. Como resultado en 1953 los partidarios de Rickover tuvieron éxito primero en posponer por un año su retiro, y luego en obtener su inclusión en la lista de la siguiente comisión de ascenso a almirante. Reunida en julio de 1953, la comisión estaba compuesta por 6 oficiales navales y 3 ingenieros. Los ingenieros navales no apoyaron a Rickover y los oficiales tuvieron que hacerlo, para evitar que fuera llevado a las audiencias del Congreso. Por voto unánime se aprobó la candidatura de Hyman Rickover.
El USS Nautilus fue un éxito y cambió las reglas de la guerra submarina, poniendo a EEUU por delante de la URSS. Durante los ejercicios de la OTAN en septiembre de 1957, el Nautilus presentó una amenaza mayor que los otros 21 submarinos convencionales presentes. Navegando sumergido a 24 nudos, logró realizar ataques simulados a 16 barcos de superficie. Demostró una efectividad similar durante ejercicios con los británicos, compitiendo con las modernas fuerzas antisubmarinas de la Royal Navy. Para finales de 1957 se habían llevado a cabo cientos de ataques simulados contra el Nautilus, de los cuales solo tres se demostraron efectivos después de la verificación de datos. También demostró el potencial de los submarinos de propulsión nuclear como escolta cuando en maniobras el SSN-571 detectó y atacó el submarino USS Quillback, un clase Tench, y también el HMS Auriga de la clase Amphion. La introducción de submarinos de propulsión nuclear arruinó por completo el progreso en la lucha antisubmarina posterior a 1945 y su velocidad y maniobrabilidad convirtieron en obsoleta a casi toda la fuerza de escolta de superficie existente. 
Rickover fue ascendido a vicealmirante en 1958. Ejerció un estricto control durante las siguientes décadas sobre los barcos, la tecnología nuclear y el personal de la Marina, entrevistando a todos los posibles oficiales que se consideraban para un barco nuclear. Estas entrevistas personales fueron más de 14.000, solo con graduados universitarios y que iban desde alféreces recién comisionados hasta capitanes que buscaban el mando de un portaaviones o submarino de propulsión nuclear.

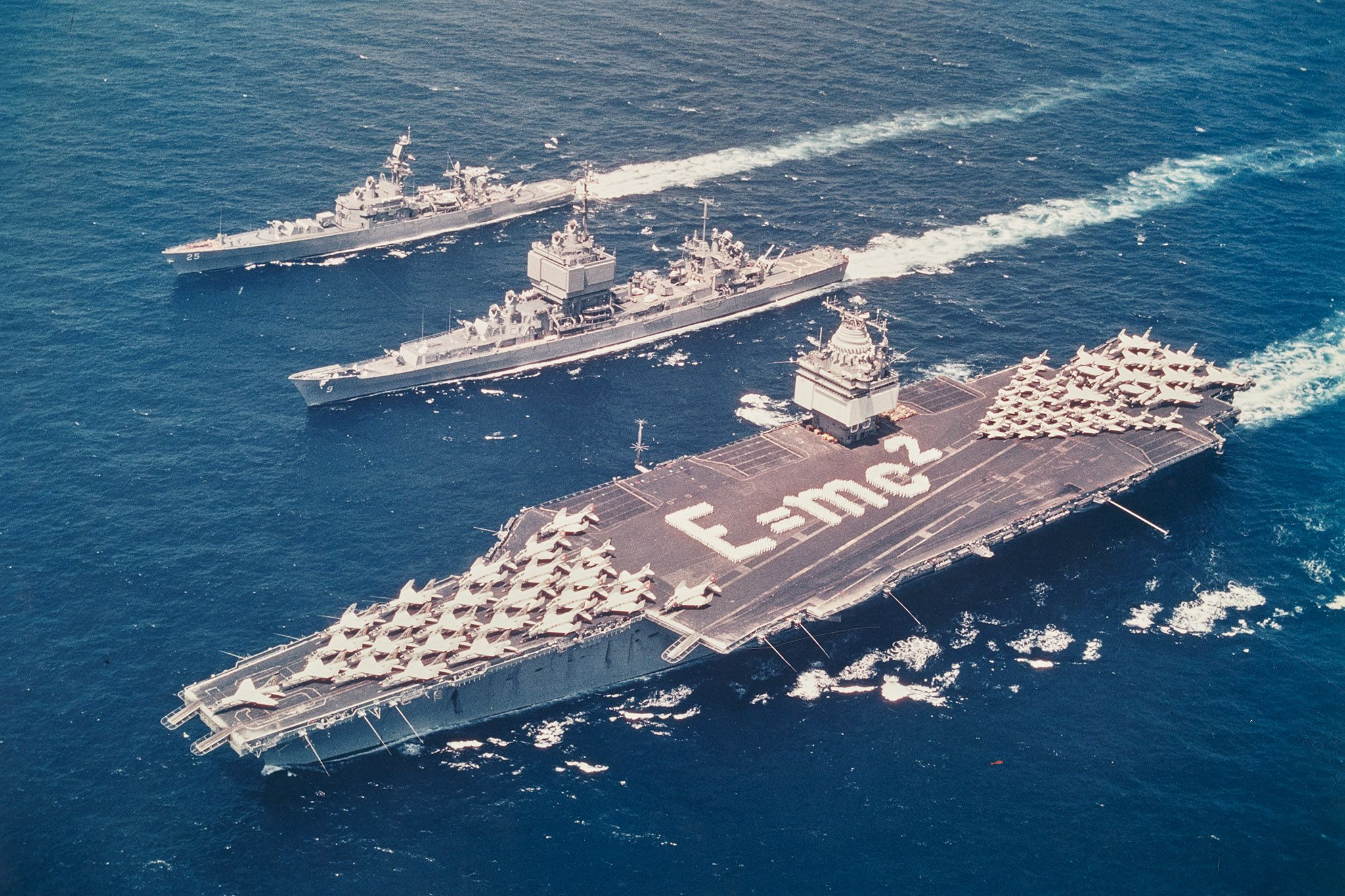
Task Force One navegando en 1964. La componen los buques de propulsión nuclear,,.

Diez años después de que Rickover iniciará el programa la Armada contaba con cuatro submarinos nucleares de ataque en servicio y estaba construyendo varios más y también el primer portaviones de propulsión nuclear, el USS Enterprise (CVN 65). Dos años después realizaba su primer crucero el primer submarino nuclear lanzamisiles, el USS George Washington (SSBN 598). La Armada de EE. UU. había cambiado para siempre.
El reactor nuclear para submarinos S5W fue el primer reactor estadounidense que funcionó sin problemas, y se construyó en un tiempo sorprendentemente corto de unos pocos años. En septiembre de 1955 el Westinghouse Betis Atomic Power Laboratory fue autorizado para comenzar a trabajar en el nuevo reactor. En octubre del mismo año, el Departamento de Defensa solicitó oficialmente a la Comisión de Energía Atómica que comenzara los trabajos de construcción en la planta de energía. Como resultado se creó un reactor, que durante las siguientes décadas fue el pilar de la flota de submarinos nucleares. Basado en la tecnología ya probada de reactores de presión de agua anteriores, el S5W proporcionó 15,000 HP de potencia de turbina, solo un poco más que el reactor S1W/S2W del USS Nautilus, pero era mucho más eficiente, fiable y fácil de operar. El éxito de este reactor significó que se usó no solo en la clase Skipjack, sino también en barcos de los siguientes clases Permit y Sturgeon, así como en submarinos labzamisiles balísticos del tipo George Washington, Ethan Allen y Lafayette junto con subtipos de este último: James Madison y Benjamin Franklin. El S5W se usó en 98 submarinos nucleares estadounidenses y en el primer submarino nuclear británico, HMS Dreadnought. Esto da una idea de la influencia de Rickover.
El submarino NR-1 fue otro de los proyectos apoyados por Rickover, que se ocupó de que permaneciera en secreto y fuera de las tareas burocráticas. Rickover logró que al submarino NR-1 no se asignara ningún número de la lista de la Armada y evitó que la nave fuera supervisada por cualquier departamento u oficina que generalmente controlaban las actividades de la Armada.
En 1973 Rickover fue ascendido al rango de almirante de cuatro estrellas. Esta fue la segunda vez en la historia de la Marina de los EE. UU. que un oficial con una carrera distinta a la tradicional alcanzó ese rango. Algo bastante singular debido a que las responsabilidades de Rickover no incluían el mando y control directo de unidades navales.
Rickover ganó con los años cada vez mayor poder político. El llamado proyecto CONFORM fue desarrollado por un grupo de diseñadores de la US Navy liderados por el Capitán Donald Kern. Era un diseño promovido por los submarinistas de la US Navy y que competía con el diseño de la clase Los Ángeles. Este proyecto murió ya que se enfrentó a la oposición del Almirante estadounidense Rickover, que quería ver cómo se adoptaba su nueva planta de energía nuclear para los clase los Ángeles.

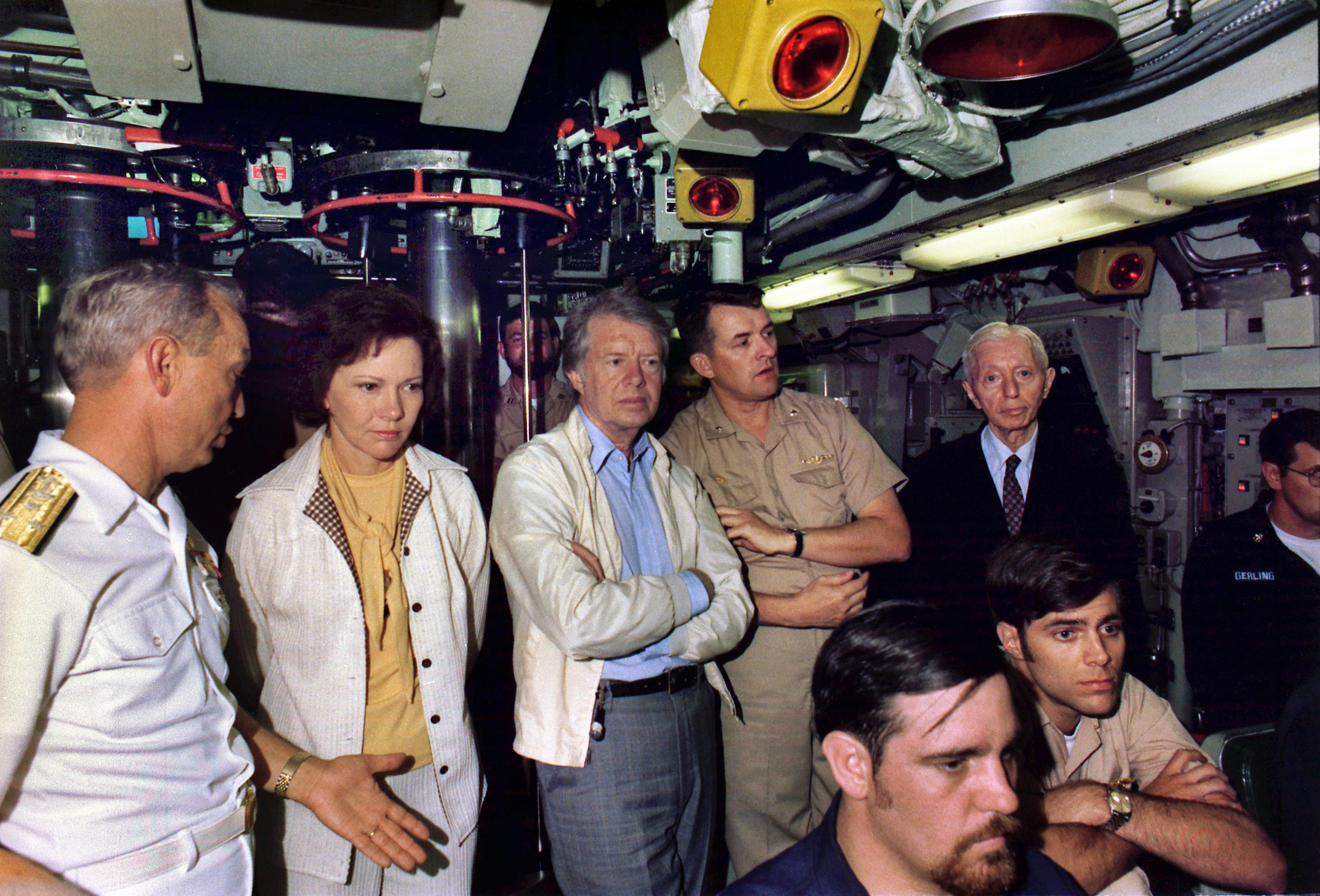
El presidente Carter y su mujer visitando el USS Ohio junto a Rickover.

Rickover era hiperactivo, franco, conflictivo, insultante y adicto al trabajo, siempre exigiendo a los demás sin tener en cuenta el rango o la posición. Además tenía poca tolerancia para la mediocridad. Rickover nunca ocultó sus opiniones, y muchos de los oficiales a los que consideró poco inteligentes ascendieron a almirantes y fueron enemigos suyos. Rickover se encontró con frecuencia en combates burocráticos con ellos. Su personalidad controladora era con frecuencia un tema de controversia. Fue responsable de aprobar la competencia de una tripulación para operar un reactor de manera segura, lo que le dava la autoridad de poder retirar un buque de guerra del servicio activo, lo que hizo en varias ocasiones. Se estableció así la opinión de que a veces ejercía el poder para ajustar cuentas pendientes.

### Méritos
Rickover recibió en dos ocasiones la Medalla de Oro del Congreso por los servicios prestados a la nación. En el año 1980 el presidente Jimmy Carter le concedió la Medalla Presidencial de la Libertad, el honor no militar más alto de la nación por su contribución a la paz en el mundo.
En 1976 publicó el "Informe Rickover", después de llevar a cabo una investigación desde 1969 sobre las posibles causas del Hundimiento del Maine, en el que deja claro que el hundimiento de este fue por causas internas y no a consecuencia de una mina lanzada por los españoles.

### Retiro
Hyman Rickover se retiró de la marina de guerra de Estados Unidos el 31 de enero de 1982 dejando a sus espaldas 63 años de servicio a su país. Durante muchos años sus poderosos amigos en los Comités de Servicios Armados de la Cámara y el Senado se aseguraron de que permaneciera en servicio activo mucho después de que la mayoría de los otros almirantes se hubieran retirado.
Su nombre es recordado en el submarino de ataque (SSN 709) USS Hyman G. Rickover.
Pero el retiro no fue nada fácil. A principios de la década de 1980 se descubrió que las fallas de soldadura estructural en los submarinos clase Los Ángeles en construcción eran borradas y los registros de inspección falsificados. El escándalo provocó retrasos e incremento de gasto significativos en la entrega de varios submarinos de General Dynamics, en su astillero de la Electric Boat Division. El astillero trató de cargar los sobrecostos a la Marina, pero Rickover exigió que el astillero los asumiera. Se llegó a un acuerdo con General Dynamics en 1981. El secretario de Marina, John Lehman, necesitaba el acuerdo para lograr el objetivo del presidente Reagan de una Marina de 600 barcos. Pero Rickover no aceptaba que General Dynamics recibiera millones de dólares, y criticó al acuerdo como al secretario Lehman. Rickover históricamente fue duro con la industria al exigir altos estándares a los contratistas de defensa y tenía muchos enemigos. Más tarde se sabría que Rickover tenía razón en que General Dynamics le estaba mintiendo a la Marina, pero para entonces la imagen pública y política de Rickover ya estaba dañada. Lehman logró suficiente influencia política para hacer respaldar su decisión de retirar a Rickover. La postura de Rickover de oponerse públicamente a pagar a General Dynamics, así su avanzada edad y su influencia política menguante no ayudaron. El 27 de julio de 1981 Rickover cometió un error operativo, la pérdida de control del USS La Jolla mientras se realiza una maniobra durante las pruebas de mar. Rickover estaba a cargo durante esta prueba y se consideró que sus acciones e inacciones fueron el factor causal. El 31 de enero de 1982 Rickover se vio obligado a retirarse de la Marina después de 63 años de servicio.
Semanas después de su retiro, Rickover fue invitado a la Oficina Oval. Se negó a tomar asiento y escuchó al presidente Reagan pedirle que fuera su asesor nuclear especial. Se negó y luego se fue. Mientras los directivos de General Dynamics se jactaban de que habían conseguido la cabeza de Rickover.
El 28 de febrero de 1983 se celebró una fiesta en honor al almirante Rickover. A ella asistieron los tres expresidentes vivos en ese momento (Nixon, Ford y Carter), todos ex oficiales de la Marina. El presidente Reagan no estuvo presente.

### Legado
Parte del legado de Rickover es el logro de cero accidentes de reactor de la Armada de Estados Unidos, definido como la fuga sin control de productos de la fisión posterior a un daño del núcleo de un reactor.
Los estrictos estándares de Rickover son la causa del historial de cero accidentes de reactores de la Marina de los EE. UU.. Se aseguró de estar a bordo durante la prueba de mar inicial de casi todos los submarinos nucleares que completaban su período de nueva construcción. Tras el accidente de Three Mile Island en 1979 se le pidió que testificara ante el Congreso responder a la pregunta de por qué la propulsión nuclear naval había logrado lograr un récord de cero accidentes en reactores. Los experimentos se repetían hasta que los ingenieros pudieran prever el resultado con anticipación de forma consistente. Sólo en ese caso Rickover estaba convencido de que entendían el problema y el sistema pasaba a ser conocido. Según decía: El éxito no nos enseña nada; sólo el fracaso enseña. Rickover exigía que los experimentos se documentaran con todo detalle. Los documentos debían describir los supuestos, expectativas y resultados así como explicaciones alternativas y valoraciones discrepantes.
El éxito de Ruckover se debió a sus habilidades burocráticas para obtener el apoyo del congreso y conseguir recursos y a una rígida disciplina y exigencia que no toleraba el fracaso entre sus oficiales. El resultado fue que EEUU obtuvo una fuerza submarina eficiente y libre de accidentes en torno a la cual surgió una cultura de éxito que atrajo a los oficiales jóvenes más brillantes. La gente capaz quería trabajar con Rickover porque tenía la reputación de poder implementar una visión estratégica importante y de promover el talento, no de ser un jefe agradable. Las entrevistas de Rickover eran legendarias por su locuacidad y dominio de sus comentarios para tener en inferioridad a su subalterno. Esta actitud la empleaba especialmente para saber cómo reaccionarían los candidatos a un puesto importante bajo estrés.
Fuera del ámbito militar Rickover creía que los estándares educativos eran inaceptablemente bajos. Fundó el Centro para la Excelencia en la Educación en 1983. Además, el Instituto de Ciencias de la Investigación (anteriormente Instituto de Ciencias Rickover) es un programa científico de verano organizado por el Instituto de Tecnología de Massachusetts para estudiantes de último año de secundaria.
Murió el 8 de julio de 1986 y sus restos fueron depositados en el Cementerio de Arlington.